# Passiflora platyloba
Passiflora platyloba Killip – gatunek rośliny z rodziny męczennicowatych (Passifloraceae Juss. ex Kunth in Humb.). Występuje naturalnie na obszarze od Gwatemali aż po Panamę. 

## Morfologia
PokrójZdrewniałe, trwałe, nagie liany.
LiściePotrójnie klapowane, ścięte u podstawy. Mają 11–19 cm długości oraz 11–21 cm szerokości. Ząbkowane, ze spiczastym wierzchołkiem. Ogonek liściowy jest nagi i ma długość 50–110 mm. Przylistki są liniowe o długości 5–10 mm.
KwiatyPojedyncze. Działki kielicha są podłużne, białawe, mają 2–2,5 cm długości. Płatki są podłużne, różowawe, mają 1,5–1,7 cm długości. Przykoronek ułożony jest w 2–4 rzędach.
OwoceSą kulistego kształtu. Mają 3–6,5 cm średnicy.

## Biologia i ekologia
Występuje w lasach liściastych zrzucających liście na wysokości do 900 m n.p.m.

## Zmienność
W obrębie gatunku wyróżniono jedną odmianę:
- Passiflora platyloba var. pubescens (Griseb.) J.M. MacDougal